# Sukomulyo (Martapura)
Sukomulyo is een bestuurslaag in het regentschap Ogan Komering Ulu van de provincie Zuid-Sumatra, Indonesië. Sukomulyo telt 1470 inwoners (volkstelling 2010).